# Hanazono
Imperador Hanazono (花園天皇, [[[1297]] — 1348] Erro: {{japonês}}: texto da transliteração contém caractere não latino (pos 19) (ajuda)) foi o 95º imperador do Japão, na lista tradicional de sucessão.

## Vida
Antes de sua ascensão ao Trono do Crisântemo seu nome pessoal era Tomihito. Foi o quarto filho do Imperador Fushimi. E pertencia ao ramo Jimyōin da Família Imperial. Sua mãe foi Tōin Toshiko do clã Fujiwara.
Tomihito foi nomeado Príncipe herdeiro, no oitavo mês de 1302 mais de um ano de atraso devido a disputa pela sucessão entre os ramos Daikakuji e Jimyōin da Família Imperial. Tomihito ascendeu ao trono após a morte de seu primo em segundo grau, Imperador Go-Nijo do ramo Daikakuji, que se tornou o  Imperador Hanazono. Hanazono reinou de 1308 a 1318.
De 1308 a  1313 Fushimi se tornou  Imperador em Clausura, mas após fazer tonsura e se tornar um monge budista, Go-Fushimi adota Hanazono e se torna o novo Imperador em Clausura até 1318.
Nestes anos, as negociações entre o Bakufu e as duas linhas imperiais resultou em um acordo para alternar o trono entre as duas linhas a cada 10 anos (o acordo Bumpo). Este acordo não foi de longa duração. As disposições negociadas em breve seriam quebradas pelo sucessor de Hanazono, o Imperador Go-Daigo.
Em 1318, Hanazono abdica em favor de seu primo em terceiro grau, Go-Daigo, do ramo Daikakuji que era irmão de Go-Nijo.
Após isso adota seu sobrinho  Kazuhito que posteriormente será o primeiro Imperador da Corte do Norte
Em 1335, se torna um monge budista da seita Zen, e sob seu patrocínio, construiu o templo de Myoshin-ji.
Hanazono morreu em 2 de dezembro de 1348 aos 51 anos de idade. Ele é tradicionalmente venerado em um memorial no santuário xintoísta em Higashiyama-ku, Quioto. A Agência da Casa Imperial designa este local como Jurakuin no ue no misasagi.

## Daijō-kan
- Sesshō, Kujō Moronori, 1308
- Sesshō, Takatsukasa Fuyuhira, 1308–1311
- Kanpaku, Takatsukasa Fuyuhira, 1311–1313
- Kampaku, Konoe Iehira, 1313–1315
- Kampaku, Takatsukasa Fuyuhira, 1315–1316
- Kampaku, Nijō Michihira, 1316–1318
- Daijō Daijin, Ichijō Saneie, 1308 - 1309
- Daijō Daijin, Ōinomikado Nobutsugu, 1309 - 1311
- Daijō Daijin, Takatsukasa Fuyuhira, 1311
- Daijō Daijin, Sanjō Saneshige, 1318 - 1319
- Sadaijin, Takatsukasa Fuyuhira, 1308 - 1309
- Sadaijin, Saionji Kinhira, 1309
- Sadaijin, Konoe Iehira, 1309 - 1314
- Sadaijin, Nijō Michihira, 1314 - 1316
- Sadaijin, Konoe Hetaira, 1316 - 1318
- Udaijin, Konoe Iehira, 1308 - 1309
- Udaijin, Nijō Michihira,, 1309 - 1314
- Udaijin, Saionji Kimiaki, 1317 - 1318
- Naidaijin, Nijō Michihira, 1308 - 1309
- Naidaijin, Konoe Keitaira, 1309 - 1314
- Naidaijin, Horikawa Tomomori, 1314 - 1315
- Naidaijin, Tōin Saneyasu, 1315 - 1316
- Naidaijin, Saionji Kimiaki, 1316 - 1317
- Naidaijin, Sanjō Kimishige, 1317 - 1318